# Route nationale 437
Die Route nationale 437, kurz N 437 oder RN 437, war eine französische Nationalstraße.
Die Straße verlief ab 1933 von Sevenans nach Saint-Claude. Die Gesamtlänge betrug 194,5 Kilometer. 1973 wurde sie auf den Abschnitt zwischen Sevenans und Mathay verkürzt. 2006 erfolgte die Abstufung des Restabschnittes.

## Seitenäste

### N 437a
Die Route nationale 437A, kurz N 437A oder RN 437A, war eine französische Nationalstraße und von 1933 bis 1973 ein Seitenast der N 437, der in Maîche abzweigte und zur Schweizer Grenze bei Saignelégier führte. Ihre Länge betrug 19 Kilometer.

### N 437b
Die Route nationale 437B, kurz N 437B oder RN 437B, war eine französische Nationalstraße und von 1933 bis 1973 ein Seitenast der N 437, der vier Kilometer nördlich von Maîche abzweigte und in Goumois auf die Nationalstraße 437A traf. Die Länge betrug 14,5 Kilometer.

### N 437c
Die Route nationale 437C, kurz N 437C oder RN 437C, war eine französische Nationalstraße und von 1933 bis 1973 ein Seitenast der N 437, der in Saint-Hippolyte abzweigte und zur Schweizer Grenze bei Saint-Ursanne. Ihre Länge betrug 23 Kilometer. Vor 1933 war die Straße die Départementsstraße Gc40.